# Castleknock

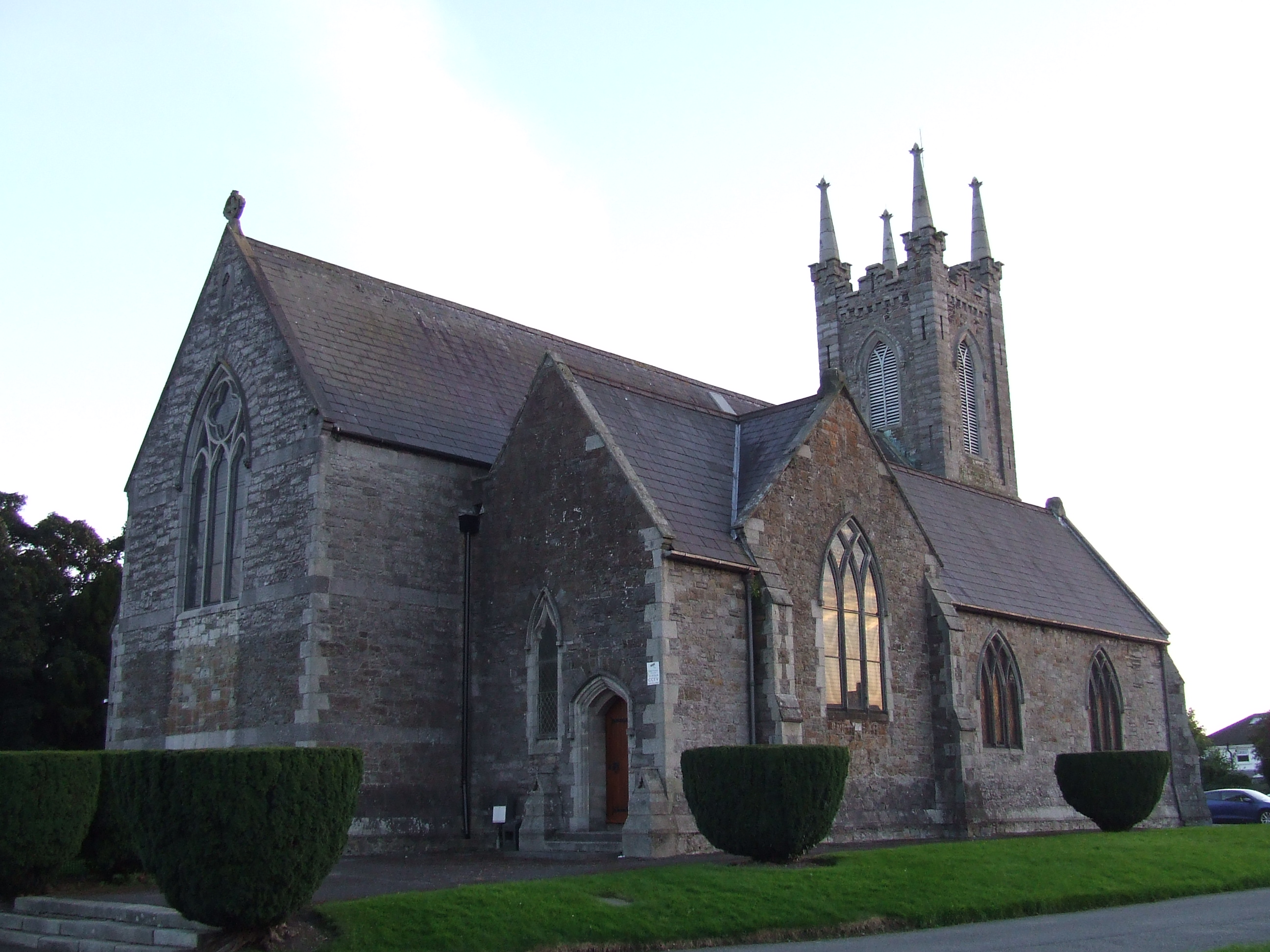

Castleknock é um subúrbio de Dublin e uma paróquia civil no Condado de Fingal, Irlanda. Ele está localizado 8 km (5 mil) oeste do centro de Dublin.
A aldeia está localizada dentro da estrada a oeste pelo subúrbio de Blanchardstown, a leste pelo Phoenix Park, a norte por Dunsink e ao sul pela aldeia de Chapelizod. Dublin–Sligo railway line passam pela área de leste a oeste.
A vila de Castleknock está na área postal de Dublin.